# Aloe myriacantha
Aloe myriacantha är en grästrädsväxtart som först beskrevs av Adrian Hardy Haworth, och fick sitt nu gällande namn av Schult. och Julius Hermann Schultes. Aloe myriacantha ingår i släktet Aloe och familjen grästrädsväxter. Inga underarter finns listade i Catalogue of Life.